# Détroit de Storstrøm
Storstrøm est un détroit qui sépare l’île de Falster à celle de Seeland. Il s’étend sur près de 10 km.

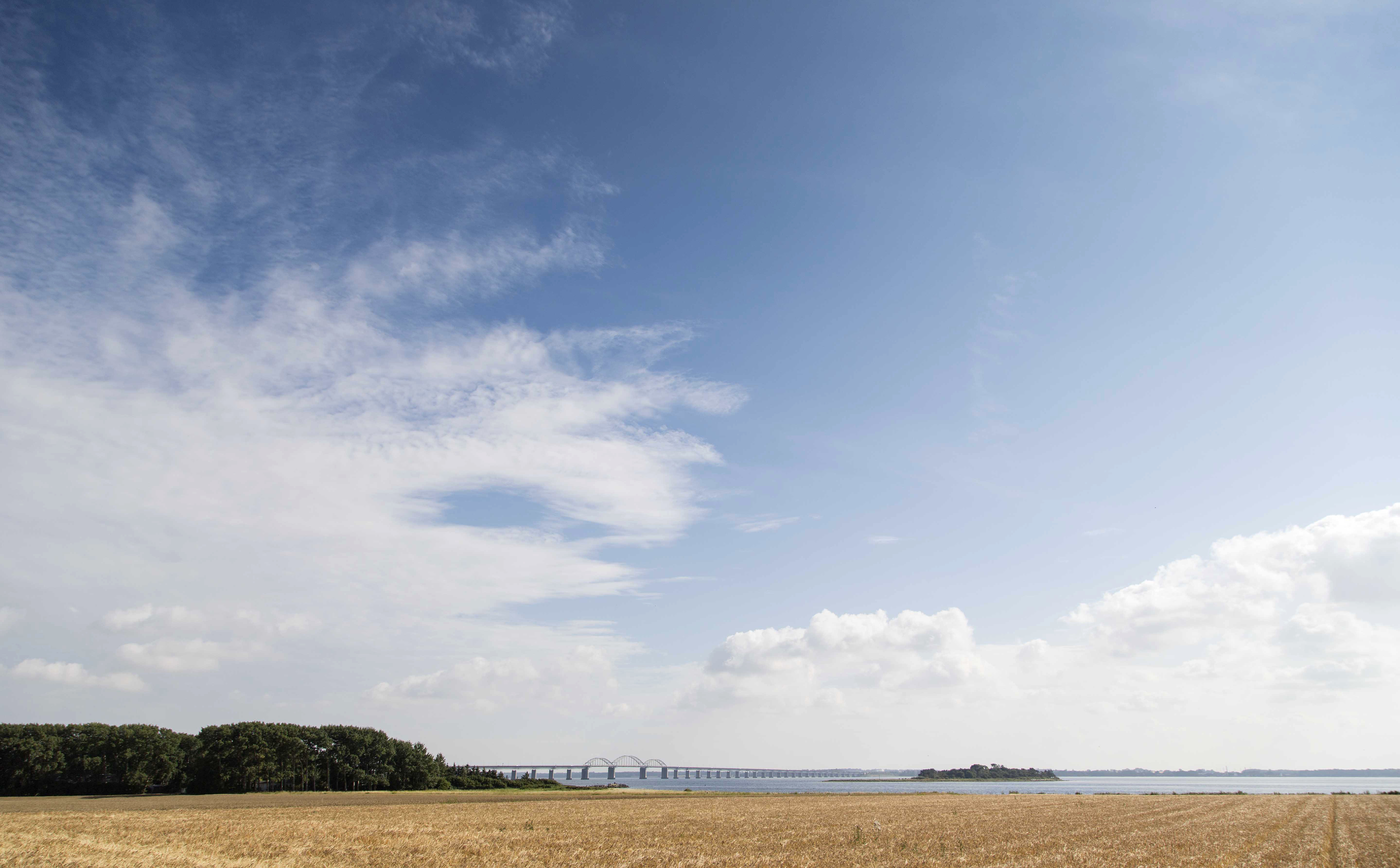
Pont routier et ferroviaire sur le détroit de Storstrøm